# 阿扎胞苷
阿扎胞苷（INN：Azacitidine），有时也称为5-阿扎胞苷（5-Azacitidine），商品名维达莎或委丹扎（Vidaza），是一种胞苷（组成DNA与RNA的核苷之一）类似物，由捷克斯洛伐克学者弗朗蒂斯克·索姆于20世纪60年代首先合成用于肿瘤化疗，目前主要用于治疗骨髓增生异常综合征。阿扎胞苷目前也是一种在生物医学研究中常用的DNA甲基化抑制剂。
阿扎胞苷有一种脱氧衍生物地西他滨。

## 作用机理
阿扎胞苷是一种胞苷类似物。在低剂量时，阿扎胞苷能够通过与DNA甲基化酶DNMT蛋白家族形成共价键抑制其酶活性，使细胞的DNA甲基化水平降低。因为阿扎胞苷的这一性质，在生物医学研究中，研究者常常将阿扎胞苷用作DNA甲基化抑制剂。而在高剂量时，阿扎胞苷能直接插入细胞的DNA与RNA中，分別干扰DNA代谢和阻断RNA翻译的過程，從而抑制蛋白質的合成，由此产生细胞毒性，令细胞死亡。

## 药代动力学
经皮下注射后，阿扎胞苷能快速被吸收，生物利用度可达89%。在人体内阿扎胞苷的半衰期约为4小时。代谢方面，主要经肾脏排出。

## 毒性
阿扎胞苷可能造成贫血、嗜中性白血球低下，以及血小板减少症等药物不良反应。此外，在存在严重肝功能障碍的病人中，阿扎胞苷可能产生肝毒性。与其他化疗药物同时使用时，可能造成程度不一的肾毒性。此外，也有过量给予阿扎胞苷造成患者腹泻、恶心和呕吐的报告。

## 临床应用
目前阿扎胞苷主要用于治疗骨髓增生异常综合征。2004年，美国食品药品监督管理局（FDA）批准将阿扎胞苷用于骨髓增生异常综合征治疗中。除此之外，阿扎胞苷偶尔也被用于急性骨髓性白血病的化学治疗中。
此外，一些动物实验结果表明阿扎胞苷有抗病毒作用，但目前为止阿扎胞苷尚未被批准用于抗病毒治疗中。